# Gare (gmina Gadžin Han)
Gare (cyr. Гаре) – wieś w Serbii, w okręgu niszawskim, w gminie Gadžin Han. W 2011 roku liczyła 39 mieszkańców.